# 安市城包囲戦
安市城包囲戦（アンシソンほういせん、あんしじょうほういせん）は、遼東半島の安市城における高句麗と唐の戦闘であり、唐の第一次高句麗出兵の最高潮の戦闘であった。対決は645年6月20日から645年9月18日の約3カ月間行われた。
当初の戦闘が15万人の高句麗の救援部隊の敗北で終わり、唐軍が安市城を包囲した。唐軍は城の南東隅に山を築いて、2カ月にわたって城内を攻撃した。高句麗軍は城を固守し、唐軍の築いた土山を占拠した。寒波が到来し、唐軍の補給が欠乏すると、唐軍は退却せざるを得なかった。高句麗は唐軍を撃退したとはいえ、2万人を超える高句麗兵が戦闘で殺された。

## 背景
644年、唐の太宗は朝廷内部の異論に直面しながら高句麗侵攻を決定した。高句麗の淵蓋蘇文による栄留王らを暗殺したクーデターが侵攻の正当化に使われた。翌年に向けて部隊や艦船・攻城兵器を準備し、偵察部隊を編成しながら、侵攻に向けた準備を開始した。645年4月1日、李勣率いる唐軍は懐遠鎮に進出する口実で突然高句麗侵攻に転じた。唐軍は高句麗の防衛体制を混乱させるために新城や建安城などの城を数か所攻撃した。計画は失敗し、その代わりに李勣は4月15日に蓋牟城を包囲するために唐軍を配備した。蓋牟城は4月25日に陥落した。同時に張亮率いる海軍部隊が遼東半島に上陸し、5月2日に卑沙城の確保に向かった。その間に太宗は部隊に合流し、遼東城と白巌城を相次いで確保した。
その後唐軍は6月20日に要塞に侵攻しながら約10万人の要塞都市安市城を攻撃することを決定した。朝鮮・韓国の民間伝承は安市城の司令官を楊万春と伝えているが、史書は安市城主の姓名が失伝していることを明記している。高句麗の大莫離支淵蓋蘇文は安市城を救援するため高延寿と高恵真とともに約15万人の援軍を送った。

## 展開

### 安市城を救援する戦い
7月20日、2方面が戦闘状態になった。唐は高句麗軍と直接戦う歩兵と騎兵15000人を率いる李勣を送った。しかし唐の長孫無忌は高句麗軍を攻撃する為に山（後の駐蹕山）の北から峡谷を渡って精鋭騎馬隊11000人を率いた。この戦いで太宗は個人的に歩兵と騎兵4000人を率いた。唐軍は高句麗軍を粉砕しながら最終的に勝利に至った。少なくとも高句麗兵2万人が殺され高延寿と高恵真など高句麗兵36800人が降伏した。唐軍は5万匹の馬と5万頭を超える牛、1万を超える鉄製の甲冑を鹵獲した。戦闘後、唐は高句麗領から安市城要塞を分離することに成功した。

### 安市城攻撃
唐は初めて石弓や破城鎚などの数個の包囲攻撃用武器を使って安市城要塞を攻撃した。しかし高句麗は攻撃を寄せ付けずその都度城壁を修復した。その結果太宗はひどく立腹し、李勣は要塞が落ちたら男も女も皆虐殺する許可を求め、許可された。安市城の人々がこれを聞くと、更に要塞を断固として守り、唐軍の攻撃は、数回押し返された。安市城要塞への攻撃が行き詰まると、唐軍は要塞の西側を日に6回から7回攻撃するために唐は急いだ。ある夜数百の高句麗兵が要塞から登ってきて、唐軍への攻撃を試みた。太宗がそれを聴くと、高句麗兵を殺す緊急の連合攻撃をするよう兵士を動員し、残りは要塞に逃げ帰った。
唐軍は疲れが増し、高句麗の他の地域を攻撃するために安市城を迂回することを考えたが、増大する唐軍に提案された安市城に脅威を与えるために却下された。唐の宗室の李道宗の指揮を受けて唐軍は徐々に壁に接近する要塞の南東部に城壁を建造することを試みた。一方で外側の壁は、繰り返し守備隊により高くされた。李道宗は戦闘で負傷した。唐は城壁を建造するために兵士と人数が不明の労働者（多分捕虜）を使い、城壁の頂点は、要塞から僅か数フィートしか離れていなかった。安市城を見渡せる場所にあり、唐軍の将校の一人は、部隊を城壁の頂点に駐留させた。しかしこの将校は個人的に基地を離れ、城壁は突然陥落し、高句麗軍が占領した。太宗は大いに怒り、死罪にした。その後唐は3日間城壁の奪還を試みたが、失敗した。3日目に高句麗の増援部隊が到着し、太宗は依然として安市城要塞を奪取できずにいた。加えて天候は寒くなり食料は底をつき、その為に唐は撤退を命じざるを得なかった。太宗の撤退は、困難で、兵士の多くが死んだ。

## 余波
唐は3カ月に及ぶ戦争中に2000名の唐兵が殺され、唐軍は約8000頭の軍馬を失ったと推計されている。645年、太宗は高句麗で死んだ兵士を追悼する幽州で憫忠寺を建立した。太宗は648年に再度の侵攻を準備したが、恐らく高句麗戦役中にかかった病気により死去した。
高句麗軍は戦闘の初期に捕虜になった36800人を超える部隊と別に2万人を超える人々を失った。戦争自体の高句麗軍の死傷者数は、不明である。
高句麗と唐の緊張関係は、668年に高句麗が遂に新羅と唐の連合軍に敗れるまで続いた。

## 大衆文化
2018年の韓国映画安市城はこの戦争がモチーフになっている。